# István Nemere
István Nemere (někdy také Stefano Nemere, 8. listopadu 1944, Pécs - 15. listopadu 2024) byl maďarský esperantista, spisovatel a překladatel esperantské a maďarské literatury.
Velkou část svých děl píše maďarsky, ale aktivně tvoří také v esperantu, které se naučil roku 1962. Jeho tvorba pokrývá široké spektrum témat, mj. detektivky, science fiction, milostné romány a fikci o politických či sociálních problémech.

## Díla v esperantu
- La naŭa kanalo (1981)
- La fermita urbo (romano 1982)
- La blinda birdo (romano 1983)
- Sur kampo granita (romano 1983)
- Febro (romano 1984)
- La monto (romano 1984)
- La alta akvo (romano 1985)
- Serĉu mian songon (romano 1987)
- Terra (romano 1987)
- Dum vi estis kun ni (romano 1988)
- Vivi estas danĝere (romano 1988)
- Vi povas morti nur dufoje (romano 1989)
- Pigre pasas la nokto (romano 1992)
- Krokize de mia gardeno (novelaro 1992)
- Nesto de viperoj (romano 1994)
- Amparolo (novelaro 1997)
- Serĉu, kaj vi trovos (romano 1999)
- Vizito sur la teron (romano 2001)
- Krias la silento (romano 2002)
- Vismar (romano 2008)
- Jesa (romano 2009)
- Serpentoj en la puto (romano 2009)
- Ruza, kiel vulpo (dulingva krimrakonto 2024)